# 특이한 모양의 돌
〈특이한 모양의 돌〉(일본어: 変わったかたちの石 카왓타카타치노이시[*])은 KinKi Kids의 32번째 싱글이다.

## 개요
전작 〈Time〉 이래, 약 7개월 만의 싱글이다.
오리콘 주간 싱글 랭킹에서는 첫 등장 1위를 기록해, 자신이 가지는 싱글 연속 선두 기록을 32작으로 한 것으로, 기네스 세계 기록인 《데뷔부터의 싱글 연속 선두 기록》을 갱신했다.

## 수록곡

### 초회반
CD
1. 変わったかたちの石 / 특이한 모양의 돌 [4:52]
작사: 아키모토 야스시 / 작곡: 마시코 타츠로우 / 편곡: 타케베 사토시
2. ナミダ 空に輝く / 눈물 하늘에 반짝여 [4:27]
작사: Shusui / 작곡: 오다 테츠로 / 편곡: 이에하라 마사키 / 코러스 어레인지: Ko-saku
3. 変わったかたちの石 -Backing Track-

DVD
1. 〈変わったかたちの石〉 music clip

### 통상반
1. 変わったかたちの石 / 특이한 모양의 돌
2. ナミダ 空に輝く / 눈물 하늘에 반짝여
3. 輪郭 -l'e contour d'amour- / 윤곽 -l'e contour d'amour- [3:48]
작사: Satomi / 작곡: 세가와 코헤이 / 편곡: 이에하라 마사키 / 코러스 어레인지: Ko-saku
4. ユキムシ / 눈벌레 [5:29]
작사·작곡: canna / 편곡: 이에하라 마사키